# 12e étape du Tour d'Espagne 2016
La 12e étape du Tour d'Espagne 2016 s'est déroulée le jeudi 1er septembre 2016, entre Los Corrales de Buelna et Bilbao.

## Déroulement de la course
L’étape commence par une tentative d’échappée d'Alexandre Geniez (FDJ) mais qui n’aboutit pas. Lors de l'ascension du Puerto de las Alisas (km 49), une échappée se forme avec l'ancien maillot rouge Darwin Atapuma (BMC Racing, Gianluca Brambilla (Etixx-Quick Step), Louis Meintjes (Lampre-Merida), Kenny Elissonde (FDJ), Romain Hardy (Cofidis) et de deux équipiers de Christopher Froome, David López García et Peter Kennaugh (Sky) qui avait pour rôle se glisser dans l’échappée pour aider Froome à attaquer en fin d’étape (cela n'aboutira pas) et de fatiguer l'équipe Movistar qui roulent en tête de peloton pour que l’échappée ne prenne pas trop d'avance. Darwin Atapuma tombe dans la descente et est repris par le peloton, qui maintient l’écart (2 min 30 s).
À 50 km de l'arrivée, le peloton hausse le ton et l'écart, qui n'a jamais dépassé 2 minutes et 40 secondes se réduit. À l'avant, Romain Hardy et David Lopez lâchent prise dans la première ascension de l'Alto el Vivero (2e cat, km 151), où Kenny Elissonde empoche les points, comme lors de l'ascension précédente (Alto la Escrita, 3e cat.). Le groupe se reforme dans la descente, mais en pure perte car le peloton, emmené par Alessandro Vanotti et le reste de l'équipe Astana revient à 20 secondes lors du premier passage sur la ligne, à 29 km du but. Onze kilomètres plus loin, l'échappée est terminée.
La deuxième ascension de l'Alto el Vivero voit Dries Devenyns (IAM) se porter à l'avant tandis que les leaders s'observent. Andrey Zeits (Astana), George Bennett (Lotto NL-Jumbo), Mathias Frank (IAM) et Matvey Mamykin (Katusha) se lancent à la poursuite de l'échappé belge mais sont rattrapés sur un démarrage d'Alberto Contador (Tinkoff). Ils sont tous repris sauf Devenyns qui atteint le sommet avec 30 secondes d'avance sur la tête du peloton, où on aperçoit notamment Pierre Rolland (Cannondale-Drapac) et Daniel Moreno (Movistar).
Déjà passé tout près de la victoire dans la 9e étape, Devenyns échoue à nouveau à 2 km de la ligne, où il doit rentrer dans le rang. Des finisseurs sont encore dans le peloton qui entre à nouveau dans Bilbao et parmi eux Jens Keukeleire, qui offre à son équipe Orcia-BikeExchange une deuxième victoire dans cette Vuelta. Il précède le Français Maxime Bouet (Etixx-Quick Step) et l'Italien Fabio Felline (Trek-Segafredo). Le maillot rouge reste sur les épaules du Colombien Nairo Quintana (Movistar).

## Résultats

### Classement de l'étape
| \| Classement de l'étape \| Classement de l'étape \| Classement de l'étape \| Classement de l'étape \| Classement de l'étape \| \| Coureur \| Coureur \| Pays \| Équipe \| Temps \| \| --------------------- \| --------------------- \| --------------------- \| --------------------- \| --------------------- \| \| 1er \| Jens Keukeleire \| Belgique \| Orica-BikeExchange \| 4 h 31 min 43 s \| \| 2e \| Maxime Bouet \| France \| Etixx-Quick Step \| + 0 s \| \| 3e \| Fabio Felline \| Italie \| Trek-Segafredo \| + 0 s \| |                 |          |                    |                 |
| |                 |          |                    |                 |
| Source : ProCyclingStats |                 |          |                    |                 |
| Classement de l'étape |                 |          |                    |                 |
| Coureur | Coureur         | Pays     | Équipe             | Temps           |
| 1er | Jens Keukeleire | Belgique | Orica-BikeExchange | 4 h 31 min 43 s |
| 2e | Maxime Bouet    | France   | Etixx-Quick Step   | + 0 s           |
| 3e | Fabio Felline   | Italie   | Trek-Segafredo     | + 0 s           |

### Classement général
| \| Classement général \| Classement général \| Classement général \| Classement général \| Classement général \| \| Coureur \| Coureur \| Pays \| Équipe \| Temps \| \| ------------------ \| ------------------ \| ------------------ \| ------------------ \| ------------------ \| \| 1er \| Nairo Quintana \| Colombie \| Movistar Team \| 46 h 53 min 31 s \| \| 2e \| Christopher Froome \| Royaume-Uni \| Team Sky \| + 54 s \| \| 3e \| Alejandro Valverde \| Espagne \| Movistar Team \| + 1 min 05 s \| |                    |             |               |                  |
| |                    |             |               |                  |
| Source : ProCyclingStats |                    |             |               |                  |
| Classement général |                    |             |               |                  |
| Coureur | Coureur            | Pays        | Équipe        | Temps            |
| 1er | Nairo Quintana     | Colombie    | Movistar Team | 46 h 53 min 31 s |
| 2e | Christopher Froome | Royaume-Uni | Team Sky      | + 54 s           |
| 3e | Alejandro Valverde | Espagne     | Movistar Team | + 1 min 05 s     |